# Municipio di Diekirch
Il Municipio di Diekirch (in francese hôtel de ville de Diekirch, in lussemburghese Stadhaus Dikrech) è un edificio storico, sede municipale della città di Diekirch in Lussemburgo.

## Storia
È classificato come monumento nazionale dal 21 dicembre 2007.

## Descrizione
L'edificio presenta uno stile eclettico.

## Galleria d'immagini

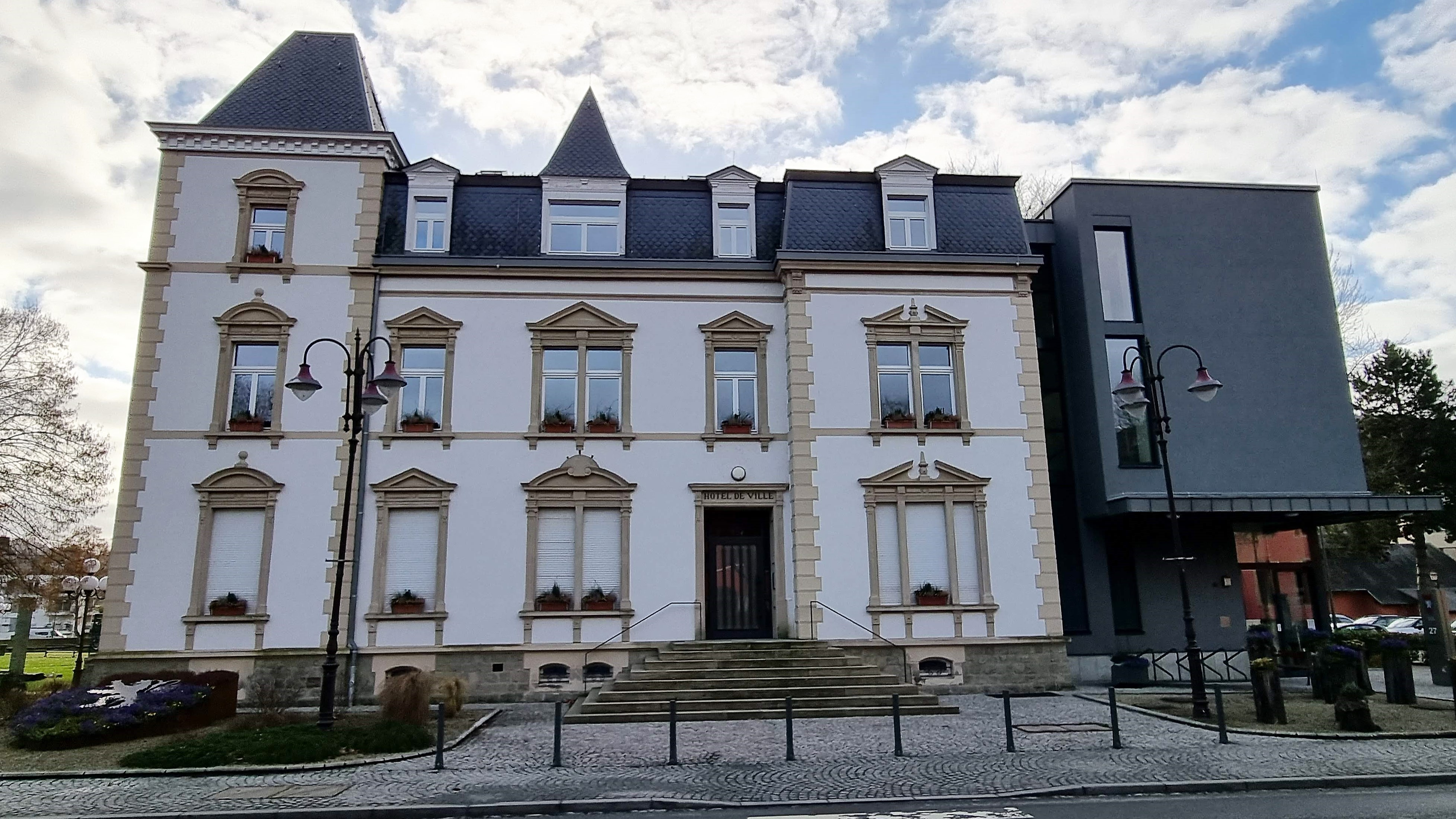
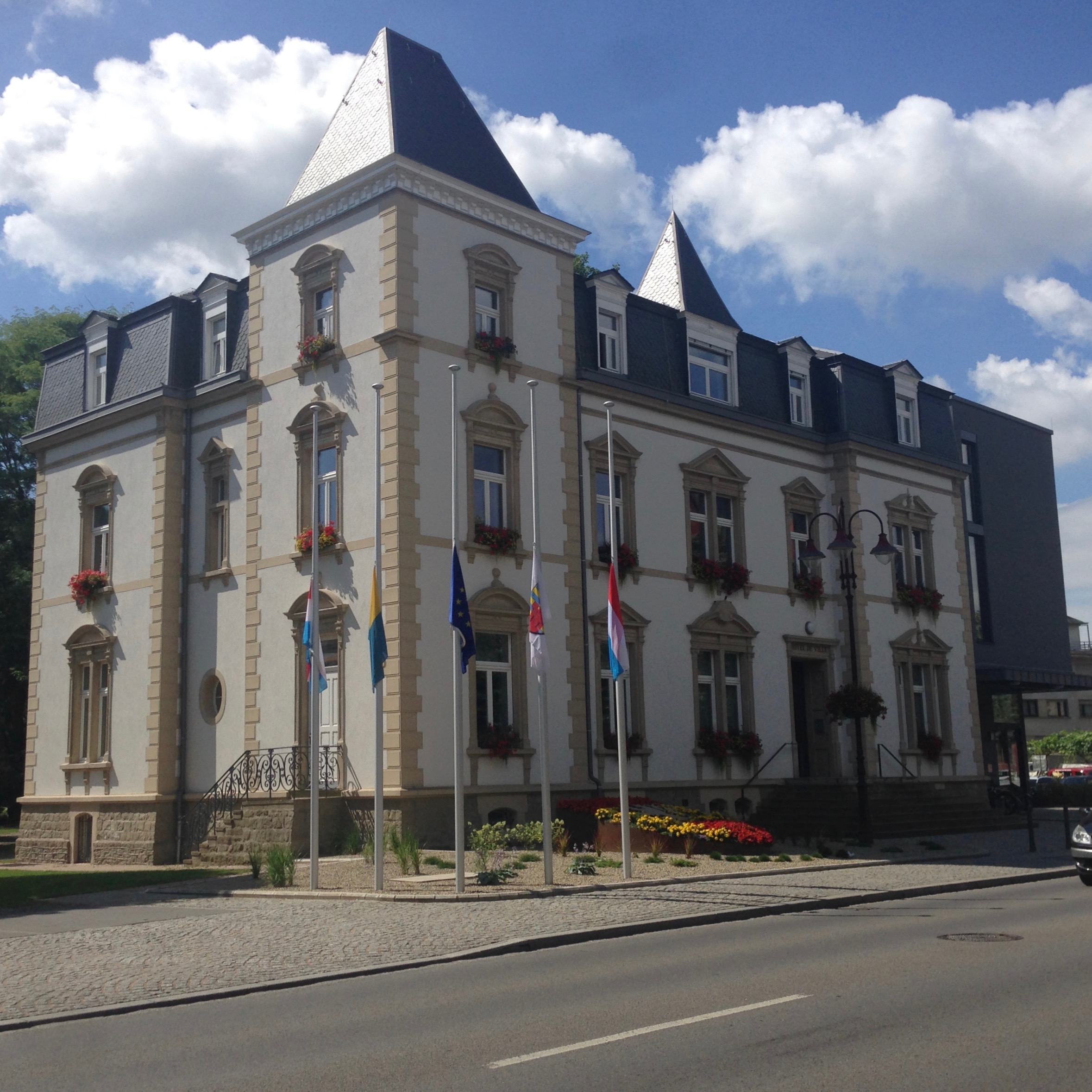
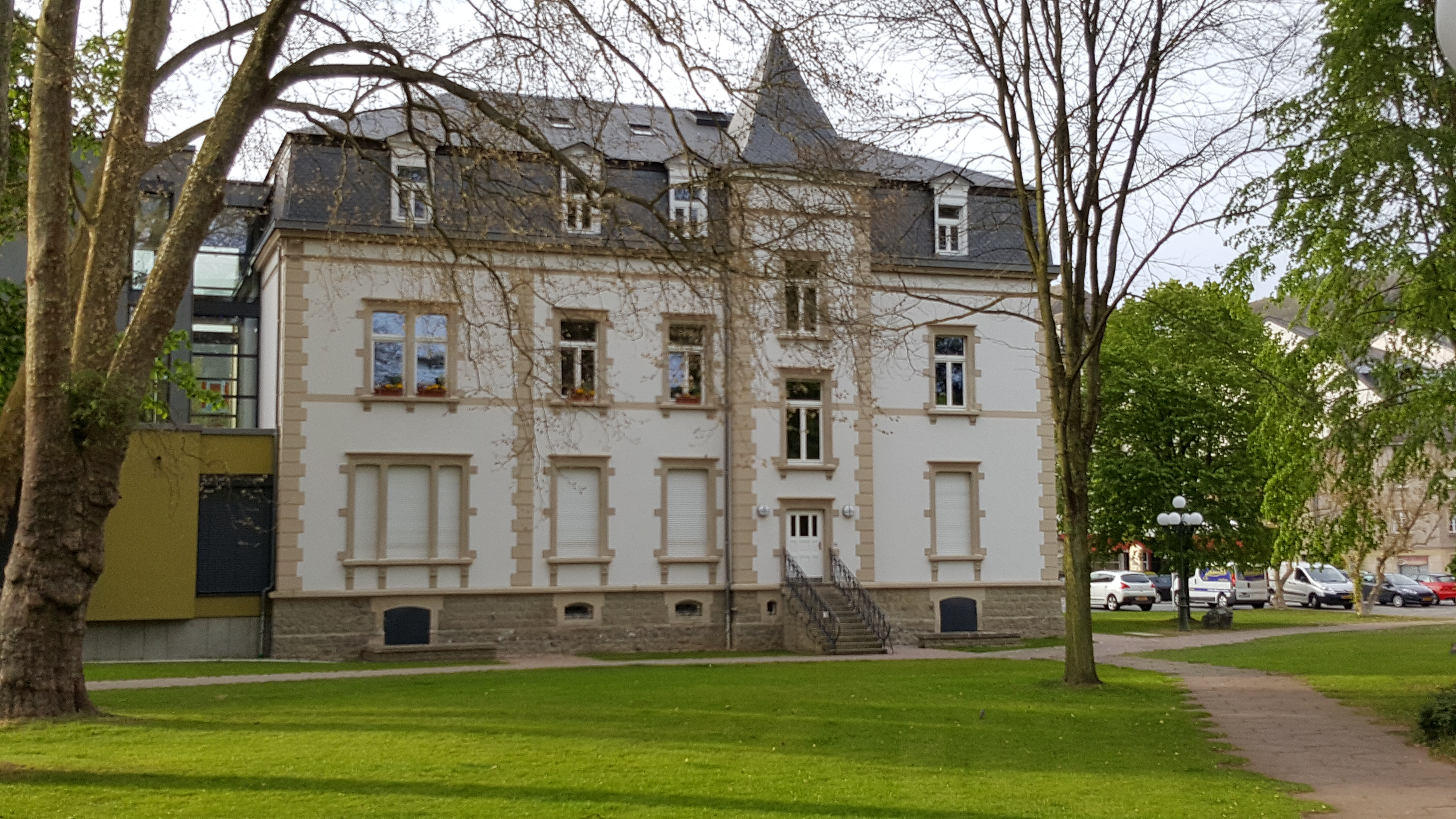